# Јужни Тренделаг
Јужни Тренделаг (норв. Sør-Trøndelag) је округ у средишњем делу Норвешке. Управно седиште округа је град Трондхејм, трећи по величини и значају град Норвешке. Градић Рерос на југоистоку округа је под заштитом УНЕСКО-а као светска баштина.
Површина округа Јужни Тренделаг је 18.855,75 km², на којој живи око 300 хиљада становника.

## Положај и границе округа
Округ Јужни Тренделаг се налази у средишњем делу Норвешке и граничи се са:
- север : округ Северни Тренделаг,
- исток: Шведска,
- југ: округ Хедмарк,
- југозапад: округ Опланд,
- запад: округ Мере ог Ромсдал,
- северозапад: Северно море.

## Природни услови
Јужни Тренделаг је приморски округ. Округ је махом планински, посебно у јужном делу. Средишњем делу, око Трондхејма, има нешто равничарских крајева.
Округ излази на Северно море. Обала је веома разуђена, са мноштвом залива, малих острва и полуострва. Најважнији је Трондхејмски фјорд. Најзначајније острве је Хитра. У округу постоји и много малих језера. Од водотокова најзначајнија је река Ниделвен.

## Становништво
По подацима из 2010. године на подручју округа Јужни Тренделаг живи близу 300 хиљада становника, већином етничких Норвежана.
Округ последњих деценија бележи значајно повећање становништва. У последњих 3 деценије увећање је било за приближно 20%.
Густина насељености - Округ има густину насељености је око 16 ст./км², што је нешто више од државног просека (12,5 ст./км²). Приобални део округа је много боље насељен него планински део на југу и северу.

## Подела на општине
Округ Јужни Тренделаг је подељен на 25 општина (kommuner).